# 東華三院黃笏南中學
東華三院黃笏南中學（英語：TWGHs Wong Fut Nam College，簡稱WFN、黃笏南、黃笏南中學、東華一中）是香港九龍城區的一所著名英文中學，校舍位於九龍塘牛津道，為東華三院第一所建成的中學。

## 學校歷史
東華三院黃笏南中學創校於1961年，原名為「東華三院第一中學」，為東華三院第一所中學。1971年秋季，香港企業家黃笏南（辛亥年董事局主席黃乾亨的父親）捐出港幣五十萬元予東華三院，東華三院董事局故以該校命名為「東華三院黃笏南中學」，以作紀念。
- 1961年，東華三院獲政府給予九龍塘牛津道地段建校，創辦第一所中學，命名為「東華三院第一中學」，學校初期借用東華三院第三小學上課。奠基禮於1961年1月26日舉行，由時任教育司高詩雅司憲奠基石，首任校長為余世鵬先生。
- 1962年，學校校舍落成。揭幕典禮於3月26日舉行，由行政立法兩局議員利銘澤主持。
- 1971年，東華三院辛亥年主席黃乾亨的父親黃笏南捐贈五十萬元給東華三院擴展中學教育，東華三院董事局便將學校命名為「東華三院黃笏南中學」，作為紀念。
- 1993年，成立校友會，管樂團於香港青年管樂節比賽取得全場總冠軍。
- 2013年3月中，學校獲立法會財務委員會和教育局撥款批准校舍原址重建，以解決舊校舍設備與課室不足問題。同年7月，舊校舍舉行關燈儀式，並將校舍暫遷位於大圍新翠邨的前沙田崇真中學校舍[1]。
- 2014年7月5日，學校原址舉行重建奠基典禮，由時任教育局局長吳克儉主禮。
- 2016年2月23日，原址舉行新校舍移交儀式暨啟鑰禮。
- 2016年4月12日，全校師生搬回位於原址的新校舍上課。
- 2017年2月16日，該校舉行55周年校慶暨新校舍開幕典禮，由時任律政司司長袁國強主禮。學校開放日亦於同日及翌天舉行。

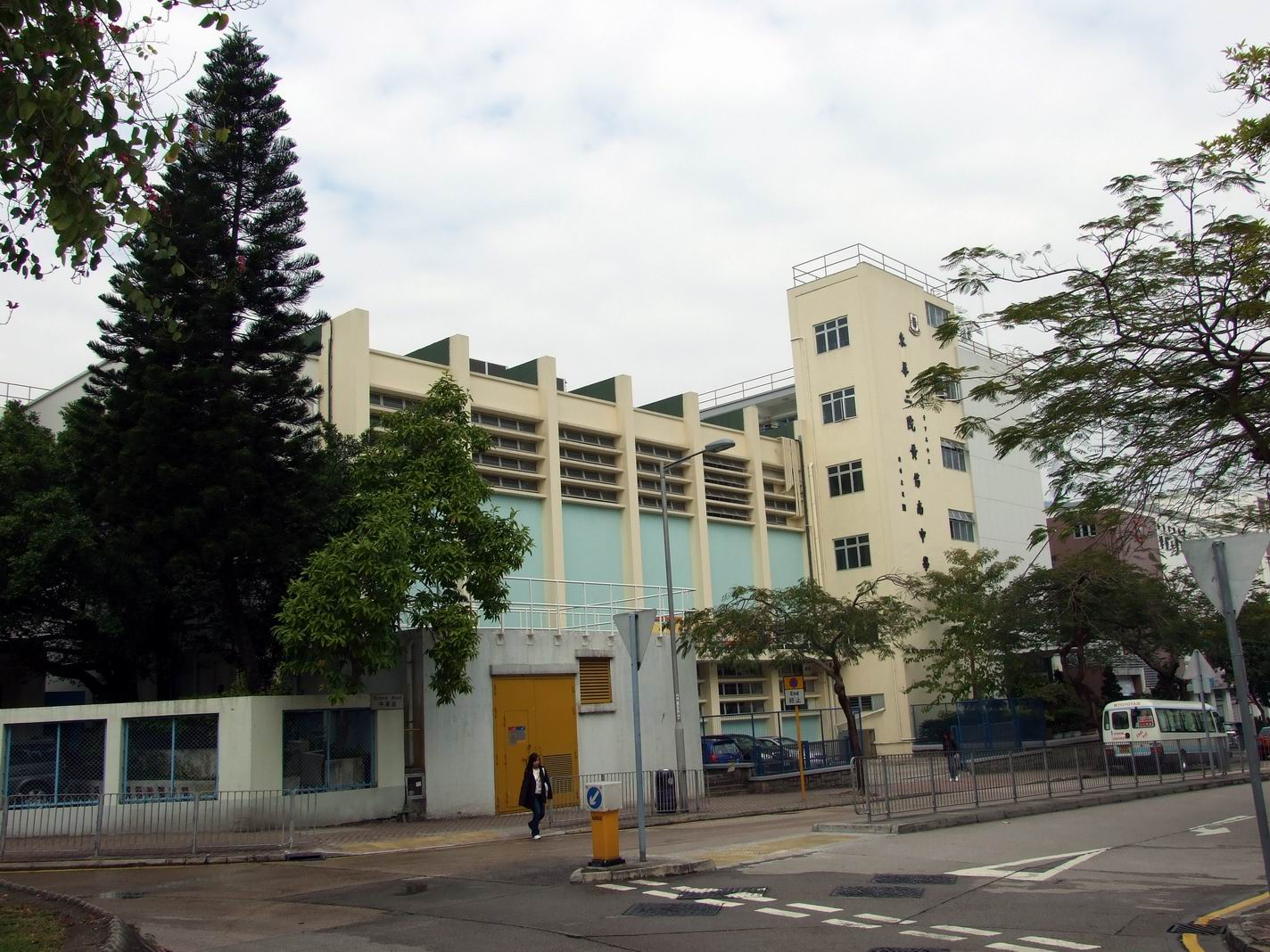
重建前的校舍

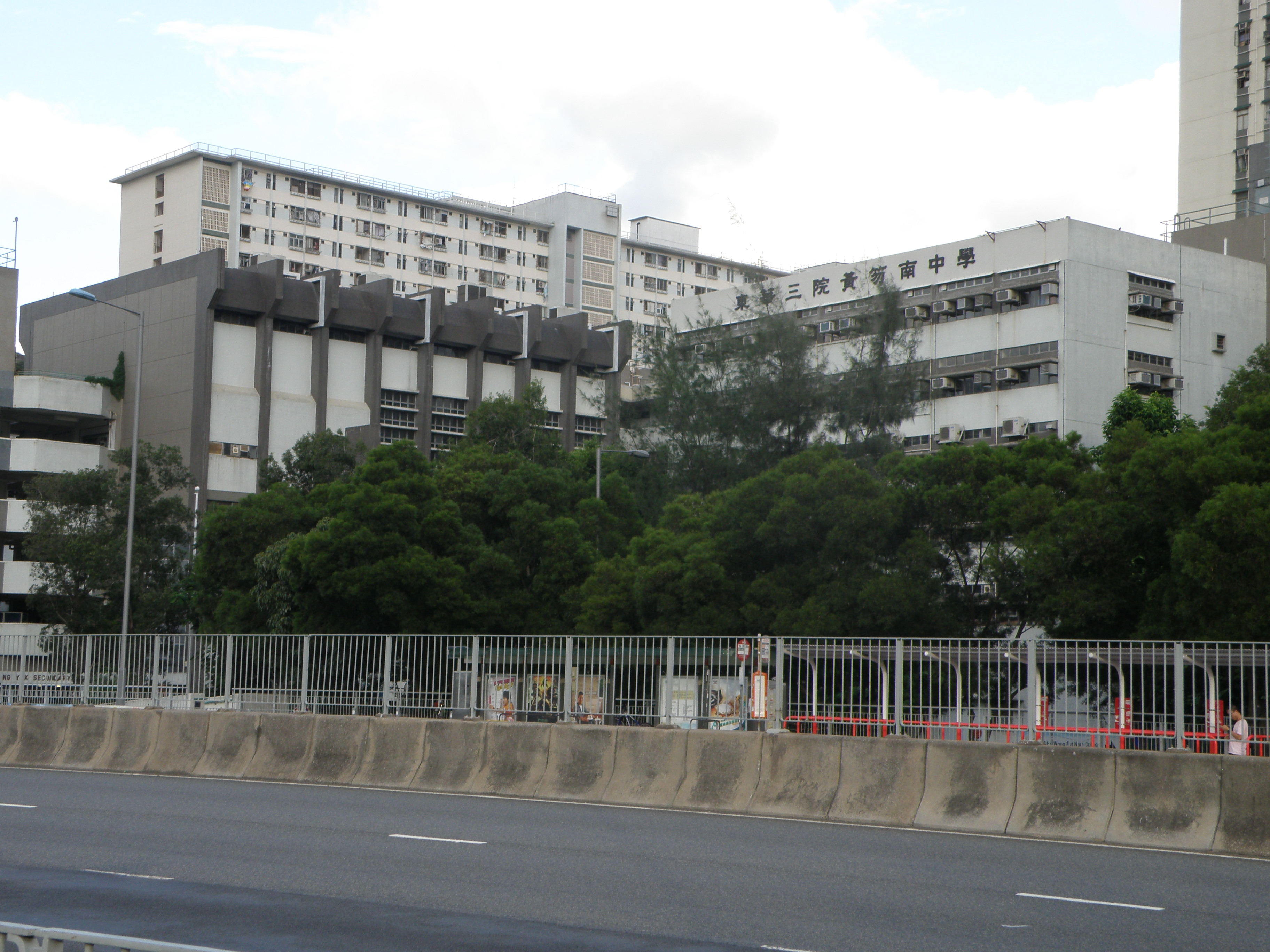
位於大圍的臨時校舍

## 歷任校長
- 余世鵬先生（1961-1962）
- 謝振有先生（1962-1967）
- 吳美文女士（1967-1972）[2]
- 邱為清先生（1972-1977）
- 許黃景文女士（1977-1995）
- 韓孝述先生（1995-2001）
- 嚴展明先生（2001-2008）
- 梁志堅先生（2008-2019）（中大崇基/83/生物）
- 李靖邦先生（2019-現在）

## 學校課程

### 班級
- 2017/18年度共開設30班（中一至中六各5班），初中每級均設有兩班精英班。

### 選修課目
可供選擇之選修科目（除僅可以以中文應考之科目外均以英語授課）：物理，化學，生物，中國歷史，歷史，資訊與通訊科技，經濟，企業.會計與財務概論，視覺藝術，音樂，地理，數學延伸單元二（代數及微積分）

### 教學語言
該校為教育局的114間英文授課中學之一，除中文、中國歷史、普通話和通識採用中文教學外，其他科目均採用英語教學。

## 學校成就

### 樂團
黃笏南中學設有多個歷史悠久的音樂團體，當中包括最早創立於60年代的管樂團，以及管弦樂團、弦樂來一直積極參加本地與海外各種國際音樂比賽，並多次獲得優異成績，獲各媒體報道。
- 2004年：該校的管樂團在香港青年音樂匯演取得全場總冠軍。
- 2006年：該校的管樂團在香港青年音樂匯演管樂組比賽高級組和校際音樂節獲得亞軍。
- 2007年：該校的高級組管樂團在香港青年音樂匯演比賽（高級組）取得全埸總冠軍之外，亦於香港校際音樂節的管樂團比賽中獲得亞軍。此外，管樂團及弦樂團同年更代表香港到歐洲參加維也納國際音樂節，並雙雙獲得亞軍。
- 2011年：學校的管樂團、弦樂團和敲擊樂團遠赴斯洛伐克參加第三屆歐洲青年音樂節比賽，其中敲擊樂團首次參賽即獲金獎，而管樂團及弦樂團亦同獲銅獎。學校的整體成績在二十隊國際參賽隊伍中位列第三名。
- 2013年：學校的弦樂團在香港校際音樂節中奪得冠軍。
- 2018年3月16日：學校合唱團獲得第70屆香港校際音樂節冠軍。
- 2019年2月28日：學校合唱團獲得第71屆香港校際音樂節亞軍。
- 2022年11月22日，該校的高級組管弦樂團 (Senior Orchestra) 於香港青年音樂匯演－交響樂團匯演中獲得銀獎。
- 2023年3月，該校的管樂團 (Band) 於聯校音樂大賽獲得金獎。
- 2023年11月22日，該校的高級組管弦樂團 (Senior Orchestra) 於香港青年音樂匯演－交響樂團匯演中獲得金獎。
- 2024年5月，該校的高級組管弦樂團 (Senior Orchestra) 和薩克管及銅管樂小組 (Saxophone & Brass Ensemble) 於聯校音樂大賽獲得金獎；高級組敲擊樂團 (Senior Percussion Ensemble) 於該比賽獲得銀獎。

其他音樂表現：
- 許多國際音樂家及組織均曾到訪該校，例如鋼琴家朗朗，法國里昂敲擊樂團以及維也納兒童合唱團等等，不少同學曾獲朗朗指導演奏技巧。
- 樂團亦曾參加不少國際盛事演出，例如在上海世博國際音樂節及香港禮賓府開放日中表演。
- 學校亦為香港青年音樂訓練基金夥伴學校，多年來獲得許多國際音樂交流機會。

### 田徑
黃笏南田徑隊自2006年男子隊首次晉身學界D1組別後一直穩步發展，而女子田徑隊也在2013年晉級至D1組別後也至今仍雙雙保持組別水平。田徑隊經過多年發展後已被媒體視為學界田徑的新勢力，每年學界及東華聯校田徑比賽均以‘Waive Our Dreams, Fight For Glory, Never Give Up’為口號，並將其印製在代表學校的紅藍色橫幅上，以及邀請中一和中二級前往比賽場地為田徑隊員打氣。
- 自2014年至今，學校男女田徑隊均在全港最高水平的港九區校際田徑錦標賽（D1組別）作賽，成為全港唯一一間男，女田徑隊同時處於D1組別水平的津貼中學。
- 2010年，學生鄺煜樺及古樂民於「中學校際田徑比賽」D1組別中，分別同時奪得1500米及100，200米賽事冠軍 ，當時被報章譽為「黃笏南孖寶」，而古樂民則被稱爲「百米飛人」。
- 在2013及2015年校際田徑錦標賽（D1組別）中，學校男子組整體成績均位居全港第四，僅次於拔萃男書院，喇沙書院及旅港開平商會中學。
- 2017年，該校就讀中五的薛瑋樂同學於港九區校際田徑錦標賽（D1組別）男子推鉛球項目最後一擲做出15米48擊敗男拔宿敵，奪得金牌並且打破學界紀錄，成為香港隊運動員。
- 南華體育會學界田徑比賽： 男子乙組團體冠軍
- 香港國際鑽一哩男子組：冠軍
- 全港18區啦啦隊比賽（第五屆東亞運動會）：亞軍

### 學術
- 2012年第一屆香港中學文憑考試中，逾8成中六畢業生均取得本地大學學位課程。
- 歷屆香港中學文憑考試最佳成績：6科5**，1科5*（2024）
- 歷年香港中學會考及香港高級程度會考優良率逾五成，合格率逾九成
- 歷屆香港中學會考最佳成績：8A[5]
- 歷屆香港高級程度會考最佳成績：4A

公開試以外成就：
- 香港傑出學生選舉：出產1名傑出學生。
- 英國倫敦商會試簿記試：全港第一，全球第二名
- 改革開放30年專題研習比賽： 高中組冠軍
- 改革開放40年專題研習比賽： 初中組五強
- 中國語文菁英大賽：中學組金獎（2人）
- Hong Kong Business challenge: 冠軍
- 聯校圖書館管理員比賽：冠軍
- 香港聯校戲劇節：傑出演員獎，傑出合作獎和傑出劇本獎

## 學校設施
| 樓層 | 設施 |
| ---- | --- |
| 地面 | 校務處、校長室、副校長室、助理校長室、教員室、教員休息室、會議室、會面室、校史室暨會議室、演奏廳、校友花園、空調控制室、花灑泵房及雨水回收泵房、醫療室、保安室、油印室、停車場 |
| 1樓  | 有蓋操場、學生活動中心、課室（1A、1B、1C、1D、1E、6A）、健身室、領袖生室、學生會室、學生會議室、體育科辦公室、體育科儲物室1、工友室                                            |
| 2樓  | 課室（2A、2B、2C、2D、2E、6B）、物理實驗室、綜合科學實驗室、STEM實驗室、生物科技實驗室、預備室1（物理科及科學科專用）、視覺藝術室、社工室                                      |
| 3樓  | 課室（3A、3B、3C、3D、3E、6C）、圖書館、多媒體學習中心、電腦室、 資訊科技支援中心、升學及就業輔導辦公室                                                                        |
| 4樓  | 禮堂、課室（4A、4B、4C、4D、4E、6D）、語言中心、校園電視台、 音樂室、音樂科辦公室、花園、學生活動室 1、學生活動室 2、小組教學室                                                |
| 5樓  | 禮堂樓座、課室（5A、5B、5C、5D、5E、6E）、化學實驗室、生物實驗室、預備室2（化學科及生物科專用）、地理室、地理科儲物室、學生活動室 3、體育科儲物室2、農圃                       |
| 天台 | 田徑運動場（包括四線田徑泰坦跑道、跳遠沙池、跳高設備）、空中花園、太陽能光伏板                                                                                                 |

新校舍（2016－現在）：
新校舍樓高六層，分為教學大樓（乾利樓），特別室大樓（乾亨樓）和懸空的中庭樓（禮堂）連接兩者，由巴馬丹拿設計，五洋建設承建。重建後的總建築面積增至達13,600平方米，校舍佈局及風格均採用後現代建築設計，以灰色和白色為主，並將中庭樓懸空以節省空間，使其可用空間比舊校舍增加逾6成。新校新增多項現代化先進設備，例如達專業演奏水平的演奏廳和禮堂20×10米巨型電子銀幕等，設施遠較一般官津學校優良。
- 特別設備：

配備250座位的專業演奏廳，禮堂舞台及化妝間，全天候天台運動場（標準籃球場、四線田徑泰坦跑道、緩跑徑、標準跳遠沙池及跳高設備、射箭場）、樂團排練室、餐廳暨多用途活動中心、多媒體學習中心、校園電視台、創意科技中心（STEM實驗室）、校史室暨會議室、語言活動室、健身室、學生活動室（多間）、紀念花園（校友園（南苑））、空中花園、中庭、休息室和中庭紀念牆等。
- 常規設備：

全校共設有30個課室，配備1,100座位並附有閣樓和巨型銀幕的大禮堂，樓高兩層的智能圖書館，實驗室（綜合科學實驗室，物理實驗室，化學實驗室，生物實驗室），視覺藝術室，地理室，電腦室，音樂室，醫療室和多用途室（多間）等。
臨時校舍（2013－2016）：
設施與舊校舍相若，但課室則增至30個，以及備有家政室。校舍其後由港島中學暫駐並進行大規模翻新。
重建前（1961－2013）：
總建築面積為8500平方米，全校共設有25個課室，一座備有1,200座位的四層樓底大禮堂、攝影黑房、童軍房、圖書館、語言學習室、多媒體學習中心、實驗室（綜合科學實驗室、物理實驗室、化學實驗室、生物實驗室）、美術室、地理室、電腦室和空中花園等。全校亦配有冷氣設備，並裝有高映機、大電視、多媒體系統和廣播系統，而且還均鋪設電腦網絡，師生均可使用互聯網及內聯網進行教與學活動。

## 特別事件
外籍老師樓梯跌傷索償
2006年，一名加拿大籍英語教師入稟香港高等法院，聲稱四年前任職期間被水桶等清潔用具絆倒，從樓梯跌下傷及脊椎，其後不時出現頸背疼痛甚至不能打理，被迫賣掉自住遊艇，指校方疏忽而索取197萬多元賠償，惟時任校長嚴展明作供稱，原訴人意外後向他表示不太清楚絆倒原因，更指是自己大意所致。法官認為外籍老師熟悉學校環境，須負一半責任，最後獲賠21.7萬。
音樂主任盧世昌貪污涉嫌
2016年9月，校方流出一份匿名信，内容指控該校音樂主任盧世昌僞造文件，拖欠外聘老師薪金，就東華善款中飽私囊，並強逼學生惠顧其私營樂器店牟取暴利，據悉盧世昌隨後接受ICAC調查，此事亦非盧第一次接受調查。

中五生投訴學校髮禁涉歧視　平機會冀不同機構尊重差異
2022年7月19日，中五級男學生林澤駿前後於社交平臺Instagram和YouTube上載有關於向平等機會委員會，投訴學校髮禁違反性別歧視條例，要求校方廢除相關校規。隨後經平等機會委員會在2022年9月8日與校方進行調解，可林同學未能得到滿意結果，其後表示不想再參與調解。 （页面存档备份，存于）事件引起社會廣泛討論男學生是否可以留長髮回校。

## 交流合作
東華三院黃笏南中學每年都會舉辦交流活動，以及鼓勵學生參與由東華三院或其他團體舉辦的交流活動，讓學生增廣見聞。學校曾帶領學生到訪北京、上海、台灣、河北、河南、倫敦、新加坡、洛杉磯、珀斯、新西蘭、溫哥華、維也納等地。

### 姊妹學校
學校亦與當地學校締結為姊妹學校，已締結為姊妹學校的學校包括：
- 北京市101中學
- 北京市中關村中學（中國科學院中關村學校）

### 聯校活動
學校一直與區內中學聯同舉辦不少聯校交流和合作計劃，包括：
- 聯校朋輩輔導員領導計劃: 與民生書院，旅港開平商會中學和中華基督教會協和書院在上下學期舉行聚會和交流，例如進行參觀和晚膳，以及作球類活動等等
- 聯校交流生計劃：與旅港開平商會中學合辦，以數週形式將學生派往別校上課，了解互相的文化和教學模式

## 著名校友

### 政界
- 陳佩珊，JP：原香港地產代理監管局行政總裁，前首席助理房屋司，前經濟局首席助理局長，中國百名傑出女企業家[8][9][10][11]（1980）
- 李啟榮，JP：香港特別行政區政府規劃署署長[12]（1981）
- 麥嘉為，JP：香港特別行政區政府渠務署副署長，政府總工程師，顧問工程管理部大律師[13][14]（1977）
- 錢柱森，JP：香港特別行政區政府水務署前助理署長及總工程師[15][16]（1974）
- 徐卓賢：香港特別行政區政府民政及青年事務局助理秘書長（民政事務（2）1 ）[17]（2009）
- 邱偉強：香港消防處助理處長（新界），香港攝影藝術協會副會長[18]
- 容溟舟：香港區議會-沙田區區議員（1993）
- 王偉麟：香港區議會-觀塘區區議員
- 葉國權：高級警司、香港警務處九龍城警區指揮官[13][19][20]（1977）
- 鄧翊凡：香港警務處有組織罪案及三合會調查科總督察（2002AL）
- 李光明：香港警務處刑事情報科跟蹤支援隊警長，曾親自拘捕香港賊王葉繼歡[21]
- 關廉豪：前香港港島東區區議會議員及市政局議員[22]

### 商界
- 洪小蓮，JP：長江實業（集團）有限公司執行董事，全國政協委員，李嘉誠基金會董事，嶺南大學校董，香港童軍總會秘書[11][23][24]（1967）
- 施俊嶸：中原地產行政總裁[25]（2003F3）
- 黃淑嫻，JP：摩根士丹利證券部董事總經理，中國業務管理委員會成員，美國特許金融分析師，京華山證券集團主管[26][27][28]（1986）
- 李民偉博士：香港著名建築師，藝術家[29]（1987）
- 麥宜全：香港高等法院執業律師，麥宜全會計師行及麥宜全律師行執業者[13]（1975）
- 梁廣林：香港中文大學崇基學院校董，美國埃克森美孚石油化工中國部經理[30]（1965）
- 關志康：百本醫護集團（02293.HK）主席
- 李卓麟：東華三院總理，上海市政協委員，怡昌行亞洲有限公司董事長[13][31]
- 梁志華博士：金科數碼控股有限公司執行董事兼行政總裁[32]
- 吳文輝：多利順貨運有限公司董事總經理[33][34]（1967）
- 陳國雄：陳國雄律師事務所執業者[35]

### 醫學界
- 李澤荷：著名兒童癌病專家，屯門醫院兒科副顧問醫生，香港兒科血液和腫瘤學會主席，香港大學醫學院及香港中文大學醫學院兒科榮譽臨床教授[36]（1989）
- 蘇鈞堂：屯門醫院兒童及青少年科顧問醫生及部門主管，香港兒科學會會長，香港兒童呼吸病學會會長[13]（1971）
- 駱紅博士：養和醫院婦產科醫生，香港中文大學婦產科名譽副教授[37][38](1987)
- 尹志堅醫生：香港拯溺總會醫療委員會主委，北大嶼山醫院急症室副顧問醫生，前政府飛行服務隊醫生[39]
- 李少雄：北區醫院內科副顧問醫生[40]（1990）
- 袁啟德：屯門醫院，博愛醫院病理科醫生[41]（1980）
- 楊斌：著名老人科專科醫生 (1988)
- 錢劍輝：著名腦神經科醫生[42]
- 曾淑玲：著名精神科醫生[25]（2002）

### 體藝界
- 伍樂城：香港著名作曲人[43]（1986）
- 曾紀諾：香港著名填詞人（1995）
- 潘寶才：著名樂團指揮，作曲人[44]（1989）
- 吳文輝：著名電影編劇家[45][46]
- 陳淑儀：著名導演[47]
- 張景威：著名獨立視覺藝術家[48]
- 趙展彤：《殘酷一叮》參賽者（2005）、《全民造星IV》參賽者（2021）
- 黎浩彰：香港滑浪風帆運動員
- 薛瑋樂：香港隊成員，多項學界田徑紀錄保持者 （2018）
- 洪子健：香港模型家及商人、亞洲區首位及唯一一位香港樂高積木專業認證大師
- 鄧漢強：香港電影導演、監製及編劇（1976年初中）

### 學術界/教育界/福利界
- 陸國燊博士：商務印書館董事總經理兼總編輯，歐文信託銀行副總裁，哈佛大學歷史哲學博士，理大中文系顧問委員，約翰普金斯大學教授[49]（1965）
- 張漢揚博士：著名國際學者[50]，香港城市大學生物及化學系教授（1970）
- 羅文輝：香港中文大學新聞與傳播學院研究教授[34]（1984）
- 張樹輝：澳門大學心理學系助理教授，香港中文大學心理學博士[51]
- 林立：新加坡國立大學中文系副教授，美國紐約大學，香港城市大學中文講師[43][52]（1986）
- 歐陽鎧恒：香港大學電機電子工程系榮譽講師（2007）
- 連瑋翹：香港社區組織協會幹事 (2007) [53]
- 鄭平源：香港大學解剖學系高級技術主管[54][55]（1979）
- 霍秉坤：香港教育大學課程及教學系助理院長[56]
- 林漢華：香港城市大學生物及化學系副教授
- 盧嘉言：香港中文大學中醫學院助理講師[25]（2000）
- 歐文素：東華三院李嘉誠中學校長
- 伍美英：聖公會聖匠小學校長，香港女童軍總會義務秘書[57]
- 潘萱蔚：前香港道教聯合會鄧顯紀念中學校長（1968年中六）[58]

### 傳媒界
- 陳慶源：前明報加拿大版總编輯、北美編輯總監、加拿大明報執行董事
- 黃樂欣：商業電台，有線電視，香港政府新聞處記者[13][43]（1998）

## 外部連結
- 東華三院黃笏南中學校友會 （页面存档备份，存于）